# Robert Iger
Robert A. Iger, Bob Iger (ur. 10 lutego 1951 w Oceanside w stanie Nowy Jork) – amerykański przedsiębiorca, uważany za jednego z najwybitniejszych prezesów branży rozrywkowej wszech czasów; prezes (od czerwca 2000) i dyrektor generalny (od października 2005) The Walt Disney Company. W lutym 2020 roku objął (nowo utworzone) stanowisko dyrektora wykonawczego, ustępując ze stanowiska CEO (dyrektora generalnego) ze skutkiem natychmiastowym i powołując na to stanowisko Boba Chapeka. Obejmując stanowisko dyrektora wykonawczego będzie de facto zajmować się tylko stroną kreatywną przedsiębiorstwa, pozostając jednakże przełożonym nowego CEO, a co za tym idzie – najważniejszą personą decyzyjną Disneya. Bob Iger pozostanie na stanowisku prezesa zarządu oraz dyrektora wykonawczego do momentu wygaśnięcia kontraktu (do końca 2021 roku).
W listopadzie 2022 roku Bob Chapek został zdymisjonowany z funkcji dyrektora generalnego The Walt Disney Company, a na jego miejsce ponownie powołano Boba Igera (za jego uprzednią zgodą). Nowa umowa zakłada, że Iger będzie piastował stanowisko dyrektora generalnego przez dwa lata.